# Janusz Szymański (prozaik)
Janusz Władysław Szymański (ur. 15 listopada 1940 w Słobódce Turyleckiej k. Skały Podolskiej, zm. 18 lutego 2016 r.) – poeta i prozaik; nauczyciel historii. Od 1991 poświęcił się głównie pracy literackiej. Wielokrotnie nagrodzony i odznaczony (Złoty Krzyż Zasługi, Odznaka honorowa Zasłużony dla Kultury Polskiej). Autor m.in. Życie (1998), Siedem świętych kręgów (2002), Pomorzanie w historii, baśni i legendzie (2004), Książęcy ród Gryfitów (2006). Był członkiem Związku Literatów Polskich.